# 布雷加利亞

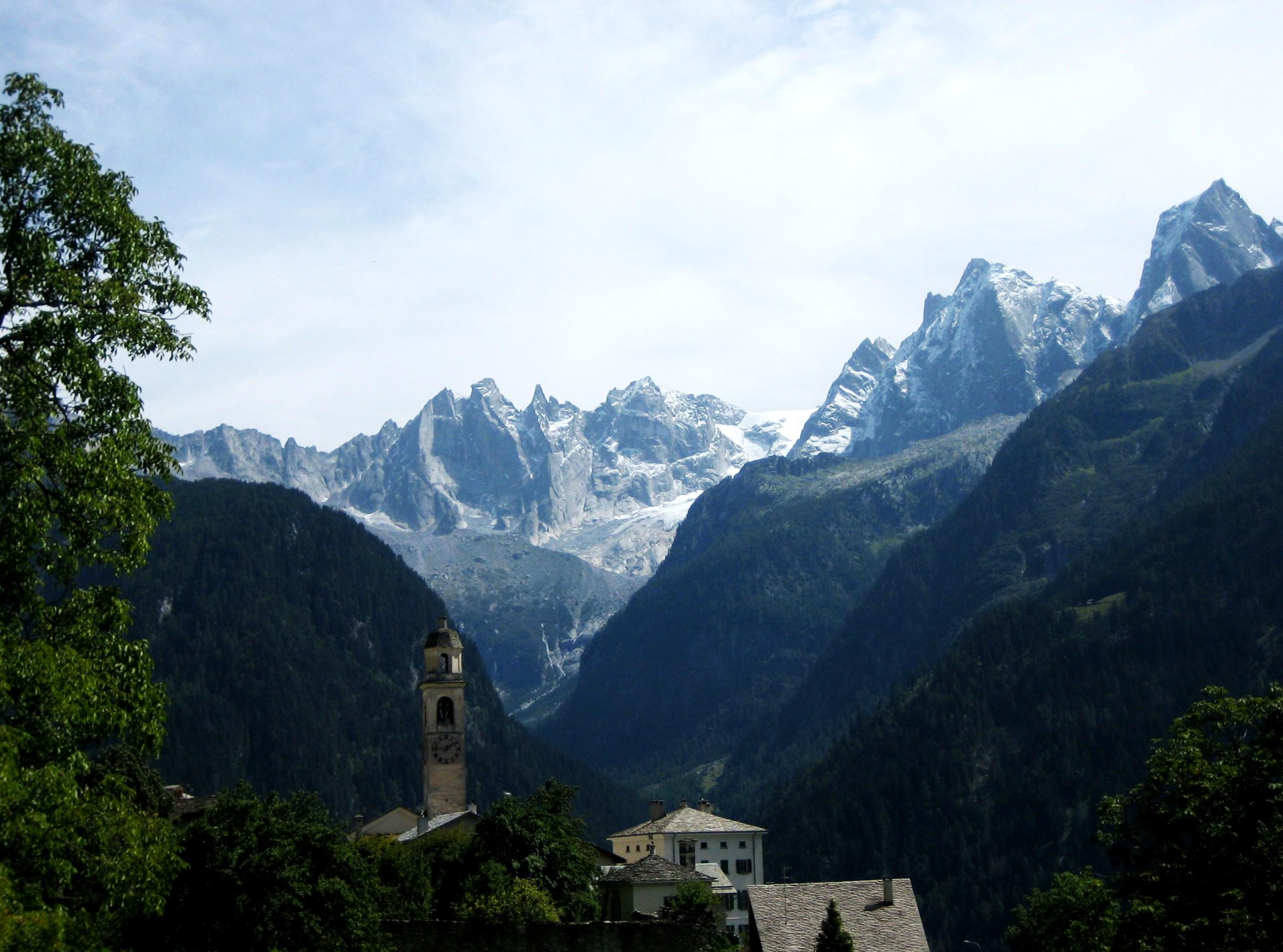

布雷加利亞是瑞士的城鎮，位於該國東部，由格勞賓登州負責管轄，面積251.47平方公里，海拔高度994米，2011年人口1,583，人口密度每平方公里6人。

## 外部連結
- （意大利文） Bregaglia su PortaleBregaglia.ch （页面存档备份，存于）
- （意大利文） 5 milioni per il nuovo Comune di Bregaglia[] sul sito della RSI